# Monte Pisanino
Monte Pisanino to najwyższy szczyt Alp Apuańskich w Toskanii, we Włoszech. Jest to też najwyższy szczyt położony w całości w Toskanii.
Według legend jego nazwa pochodzi od żołnierza Pizy, który ukrywał się na jej zboczach. Miejscowi nazywają ją Pizzo della Caranca.